# Ei! Kennt ihr noch das alte Lied?
Ei! Kennt ihr noch das alte Lied? ist die 1984 geschaffene Theateraufzeichnung des Fernsehens der DDR einer Inszenierung von Eberhard Esche und Alexander Weigel aus dem Deutschen Theater Berlin.

## Handlung
Die aufgezeichnete Aufführung wurde dem verstorbenen Schauspieler Herwart Grosse gewidmet. Der Titel Ei! Kennt ihr noch das alte Lied ist der Beginn der vierten Strophe des Gedichtes Traumbild Nummer 8 des Zyklus Junge Leiden aus dem Buch der Lieder. Hier eine Auswahl der ebenfalls verwendeten deutschen Balladen:

### Johann Wolfgang von Goethe
- Der Erlkönig (Habbema)
- Der Zauberlehrling (Esche)
- Der König in Thule (Habbema)
- Der Gott und die Bajadere (Habbema)

### Friedrich Schiller
- Der Taucher (Mellies)
- Die Kraniche des Ibykus
- Die Bürgschaft (Esche)
- Der Handschuh (Esche)
- Die Teilung der Erde (Mellies)

### Heinrich Heine
- Traumbild Nr. 8 aus Buch der Lieder (Esche)
- Belsatzar (Mellies)
- Die Loreley (Mellies)

## Produktion
Die Premiere dieser Veranstaltung fand am 15. Oktober 1977 in der Kleinen Komödie des Deutschen Theaters in Berlin statt. Hier wirkte noch Herwart Grosse mit, der nach seinem Tod durch Otto Mellies ersetzt wurde.
Die Erstausstrahlung im 2. Programm des Fernsehens der DDR erfolgte am 26. Dezember 1984.

## Kritik
H. U. schrieb in der Neuen Zeit anlässlich der Premiere im Oktober 1977:

„Kein totes Bildungsgut, sondern lebendige Dichtung. Freuden des Wiedererkennens und des Wiederfindens; unmittelbares Berührtsein auch dann, wenn man die Inhalte und Gedanken auch nur nach ironischer Brechung noch ernst nehmen kann.“